# Xã Melvern, Quận Osage, Kansas
Xã Melvern (tiếng Anh: Melvern Township) là một xã thuộc quận Osage, tiểu bang Kansas, Hoa Kỳ. Năm 2010, dân số của xã này là 762 người.